# European Football League 1990
An der Saison 1990 der European Football League nahmen 13 Vereine teil. Der Titelverteidiger und Ausrichter der Endrunde, die Legnano Frogs, waren wie im Vorjahr wieder automatisch für das Halbfinale qualifiziert. Die 12 weiteren Vereine wurden auf drei Gruppen verteilt. Diese Gruppen spielten in drei Runden, wobei nach einer Setzliste immer die schwächsten Mannschaften einen Sieger ausspielten, der dann auf den nächststärkeren Gegner traf, um die weiteren Halbfinalteilnehmer auszuspielen.
Im Eurobowl IV, der im Stadio Romeo Neri in Rimini gespielt wurde, entthronten die Manchester Spartans die Titelverteidiger Legnano Frogs mit einem Endstand von 34 zu 22.

## Spielplan

### Turnierbaum
|  | Qualifikation 1. Runde | Qualifikation 1. Runde | Qualifikation 1. Runde |                        |                       | Qualifikation 2. Runde | Qualifikation 2. Runde | Qualifikation 2. Runde |  |  | Halbfinale | Halbfinale | Halbfinale |  |  | Eurobowl IV | Eurobowl IV | Eurobowl IV |
|  |                        |                        |                        |                        |                       |                        |                        |                        |  |  |            |            |            |  |  |             |             |             |
|  | Irland                 | Dublin Celts           | 12                     |                        |                       |                        |                        |                        |  |  |            |            |            |  |  |             |             |             |
|  | Vereinigtes Konigreich | Manchester Spartans    | 28                     |                        |                       |                        |                        |                        |  |  |            |            |            |  |  |             |             |             |
|  | Vereinigtes Konigreich | Manchester Spartans    | 28                     | Vereinigtes Konigreich | Manchester Spartans   | 25                     |                        |                        |  |  |            |            |            |  |  |             |             |             |
|  |                        |                        |                        | Vereinigtes Konigreich | Manchester Spartans   | 25                     |                        |                        |  |  |            |            |            |  |  |             |             |             |
|  |                        |                        | Niederlande            | Amsterdam Crusaders    | 20                    |                        |                        |                        |  |  |            |            |            |  |  |             |             |             |
|  | Niederlande            | Amsterdam Crusaders    | Niederlande            | Amsterdam Crusaders    | 20                    |                        |                        |                        |  |  |            |            |            |  |  |             |             |             |
|  | Niederlande            | Amsterdam Crusaders    |                        |                        |                       |                        |                        |                        |  |  |            |            |            |  |  |             |             |             |
|  |                        | freilos                |                        |                        |                       |                        |                        |                        |  |  |            |            |            |  |  |             |             |             |
|  | Vereinigtes Konigreich | Manchester Spartans    | 35                     |                        |                       |                        |                        |                        |  |  |            |            |            |  |  |             |             |             |
|  | Vereinigtes Konigreich | Manchester Spartans    | 35                     |                        |                       |                        |                        |                        |  |  |            |            |            |  |  |             |             |             |
|  |                        | Deutschland            | Berlin Adler           | 33                     |                       |                        |                        |                        |  |  |            |            |            |  |  |             |             |             |
|  | Belgien                | Deutschland            | Berlin Adler           | 33                     | Brüssel Raiders       | 6                      |                        |                        |  |  |            |            |            |  |  |             |             |             |
|  | Belgien                |                        |                        |                        | Brüssel Raiders       | 6                      |                        |                        |  |  |            |            |            |  |  |             |             |             |
|  | Osterreich             | Salzburg Lions         | 31                     |                        |                       |                        |                        |                        |  |  |            |            |            |  |  |             |             |             |
|  | Osterreich             | Salzburg Lions         | 31                     | Osterreich             | Salzburg Lions        | 10                     |                        |                        |  |  |            |            |            |  |  |             |             |             |
|  |                        |                        |                        | Osterreich             | Salzburg Lions        | 10                     |                        |                        |  |  |            |            |            |  |  |             |             |             |
|  |                        |                        | Deutschland            | Berlin Adler           | 34                    |                        |                        |                        |  |  |            |            |            |  |  |             |             |             |
|  | Deutschland            | Berlin Adler           | Deutschland            | Berlin Adler           | 34                    |                        |                        |                        |  |  |            |            |            |  |  |             |             |             |
|  | Deutschland            | Berlin Adler           |                        |                        |                       |                        |                        |                        |  |  |            |            |            |  |  |             |             |             |
|  |                        | freilos                |                        |                        |                       |                        |                        |                        |  |  |            |            |            |  |  |             |             |             |
|  | Vereinigtes Konigreich | Manchester Spartans    | 34                     |                        |                       |                        |                        |                        |  |  |            |            |            |  |  |             |             |             |
|  | Vereinigtes Konigreich | Manchester Spartans    | 34                     |                        |                       |                        |                        |                        |  |  |            |            |            |  |  |             |             |             |
|  |                        | Italien                | Legnano Frogs          | 22                     |                       |                        |                        |                        |  |  |            |            |            |  |  |             |             |             |
|  | Italien                | Italien                | Legnano Frogs          | 22                     | Legnano Frogs         |                        |                        |                        |  |  |            |            |            |  |  |             |             |             |
|  | Italien                |                        |                        |                        | Legnano Frogs         |                        |                        |                        |  |  |            |            |            |  |  |             |             |             |
|  |                        | freilos                |                        |                        |                       |                        |                        |                        |  |  |            |            |            |  |  |             |             |             |
|  | Italien                | Legnano Frogs          |                        |                        |                       |                        |                        |                        |  |  |            |            |            |  |  |             |             |             |
|  | Italien                | Legnano Frogs          |                        |                        |                       |                        |                        |                        |  |  |            |            |            |  |  |             |             |             |
|  |                        |                        |                        | freilos                |                       |                        |                        |                        |  |  |            |            |            |  |  |             |             |             |
|  |                        |                        |                        |                        |                       |                        |                        |                        |  |  |            |            |            |  |  |             |             |             |
|  |                        |                        |                        |                        |                       |                        |                        |                        |  |  |            |            |            |  |  |             |             |             |
|  |                        |                        |                        |                        |                       |                        |                        |                        |  |  |            |            |            |  |  |             |             |             |
|  | Italien                | Legnano Frogs          | 45                     |                        |                       |                        |                        |                        |  |  |            |            |            |  |  |             |             |             |
|  | Italien                | Legnano Frogs          | 45                     |                        |                       |                        |                        |                        |  |  |            |            |            |  |  |             |             |             |
|  |                        | Finnland               | Munkka Colts           | 21                     |                       |                        |                        |                        |  |  |            |            |            |  |  |             |             |             |
|  | Schweden               | Finnland               | Munkka Colts           | 21                     | Kristianstad C4 Lions | 20                     |                        |                        |  |  |            |            |            |  |  |             |             |             |
|  | Schweden               |                        |                        |                        |                       |                        |                        |                        |  |  |            |            |            |  |  |             |             |             |
|  | Frankreich             | Paris Castors          | 26                     |                        |                       |                        |                        |                        |  |  |            |            |            |  |  |             |             |             |
|  | Frankreich             | Paris Castors          | 26                     | Frankreich             | Paris Castors         | 14                     |                        |                        |  |  |            |            |            |  |  |             |             |             |
|  |                        |                        |                        | Frankreich             | Paris Castors         | 14                     |                        |                        |  |  |            |            |            |  |  |             |             |             |
|  |                        |                        | Finnland               | Munkka Colts           | 17                    |                        |                        |                        |  |  |            |            |            |  |  |             |             |             |
|  | Finnland               | Munkka Colts           | Finnland               | Munkka Colts           | 17                    |                        |                        |                        |  |  |            |            |            |  |  |             |             |             |
|  | Finnland               | Munkka Colts           |                        |                        |                       |                        |                        |                        |  |  |            |            |            |  |  |             |             |             |
|  |                        | freilos                |                        |                        |                       |                        |                        |                        |  |  |            |            |            |  |  |             |             |             |

### Qualifikationsrunde

#### Gruppe A
| Runde         | Datum    | Heim                | Ergebnis                     | Gast                | Stadion                        |
| ------------- | -------- | ------------------- | ---------------------------- | ------------------- | ------------------------------ |
| 1. Runde      |          | Dublin Celts        | 30:0 *                       | Barcelona Boxers    | (IRL)                          |
| Achtelfinale  | 25. März | Dublin Celts        | 12:28                        | Manchester Spartans | (IRL)                          |
| Viertelfinale | 27. Mai  | Manchester Spartans | 25:20 (7:0, 12:14, 6:6, 0:0) | Amsterdam Crusaders | Boundary Park, Manchester (GB) |

* Die Begegnung wurde beim Stande von 30:0 abgebrochen weil die Iren aus Dublin angeblich illegale Ausrüstung verwendet haben sollten. Dem war aber nicht so und so wertete die Liga das Spiel mit 30:0.

#### Gruppe B
| Runde         | Datum     | Heim            | Ergebnis | Gast           | Stadion |
| ------------- | --------- | --------------- | -------- | -------------- | ------- |
| 1. Runde      |           | Brüssel Raiders | 72:0     | Bern Grizzlies | (B)     |
| Achtelfinale  | 15. April | Brüssel Raiders | 6:31     | Salzburg Lions | (B)     |
| Viertelfinale |           | Berlin Adler    | 34:10    | Salzburg Lions | (D)     |

#### Gruppe C
In der Gruppe C sollten ursprünglich auch die Moskau Bears spielen. Doch die EFL verweigerten dann doch die Teilnahme, weil der Status des russischen Verbandes nicht eindeutig geklärt werden konnten.
| Runde         | Datum     | Heim                  | Ergebnis  | Gast          | Stadion |
| ------------- | --------- | --------------------- | --------- | ------------- | ------- |
| 1. Runde      |           | Kristianstad C4 Lions | kampflos  | kampflos      |         |
| Achtelfinale  | 15. April | Kristianstad C4 Lions | 20:26 n.V | Paris Castors | (S)     |
| Viertelfinale |           | Paris Castors         | 14:17     | Munkka Colts  | (F)     |

### Endrunde

#### Halbfinale
| Datum    | Heim         | Ergebnis                      | Gast                | Stadion                       |
| -------- | ------------ | ----------------------------- | ------------------- | ----------------------------- |
| 25. Juli | Munkka Colts | 21:45 (15:12, 0:20, 6:7, 0:6) | Legnano Frogs       | Stadio Romeo Neri, Rimini (I) |
| 26. Juli | Berlin Adler | 33:35 (7:14, 13:14, 7:0, 6:7) | Manchester Spartans | Stadio Romeo Neri, Rimini (I) |

#### Eurobowl IV
| Datum    | Heim          | Ergebnis                    | Gast                | Stadion                       |
| -------- | ------------- | --------------------------- | ------------------- | ----------------------------- |
| 28. Juli | Legnano Frogs | 22:34 (7:7, 7:7, 0:14, 8:6) | Manchester Spartans | Stadio Romeo Neri, Rimini (I) |

## Scoreboard

### Halbfinale
| Halbfinale          | Halbfinale          | Halbfinale       | Halbfinale                                                 | Halbfinale                                                 | Halbfinale                                                 | Halbfinale                                                 |
| ------------------- | ------------------- | ---------------- | ---------------------------------------------------------- | ---------------------------------------------------------- | ---------------------------------------------------------- | ---------------------------------------------------------- |
| Team                | Team                | Punkte           | Q1                                                         | Q2                                                         | Q3                                                         | Q4                                                         |
| Manchester Spartans | Manchester Spartans | 35               | 14                                                         | 14                                                         | 0                                                          | 7                                                          |
| Berlin Adler        | Berlin Adler        | 33               | 7                                                          | 13                                                         | 7                                                          | 6                                                          |
| Spartans            | Adler               | Spieler          | Spielzug                                                   | Spielzug                                                   | Spielzug                                                   | Spielzug                                                   |
| 0                   | 7                   | Thorsten Carroll | 75-Meter Kickoff-Return (PAT Thomas Schwambach)            | 75-Meter Kickoff-Return (PAT Thomas Schwambach)            | 75-Meter Kickoff-Return (PAT Thomas Schwambach)            | 75-Meter Kickoff-Return (PAT Thomas Schwambach)            |
| 7                   | 7                   | Paul Bailey      | 38-Meter Lauf (PAT Pearson)                                | 38-Meter Lauf (PAT Pearson)                                | 38-Meter Lauf (PAT Pearson)                                | 38-Meter Lauf (PAT Pearson)                                |
| 14                  | 7                   | Paul Bailey      | 46-Meter Lauf (PAT Pearson)                                | 46-Meter Lauf (PAT Pearson)                                | 46-Meter Lauf (PAT Pearson)                                | 46-Meter Lauf (PAT Pearson)                                |
| 21                  | 7                   | Hazan Choates    | 8-Meter Lauf (PAT Pearson)                                 | 8-Meter Lauf (PAT Pearson)                                 | 8-Meter Lauf (PAT Pearson)                                 | 8-Meter Lauf (PAT Pearson)                                 |
| 28                  | 7                   | Paul Bailey      | 5-Meter Lauf (PAT Pearson)                                 | 5-Meter Lauf (PAT Pearson)                                 | 5-Meter Lauf (PAT Pearson)                                 | 5-Meter Lauf (PAT Pearson)                                 |
| 28                  | 14                  | Roman Motzkus    | 10-Meter Pass von Clifford Madison (PAT Thomas Schwambach) | 10-Meter Pass von Clifford Madison (PAT Thomas Schwambach) | 10-Meter Pass von Clifford Madison (PAT Thomas Schwambach) | 10-Meter Pass von Clifford Madison (PAT Thomas Schwambach) |
| 28                  | 20                  | Florian Gneist   | 25-Meter Pass von Clifford Madison                         | 25-Meter Pass von Clifford Madison                         | 25-Meter Pass von Clifford Madison                         | 25-Meter Pass von Clifford Madison                         |
| 28                  | 27                  | Roman Motzkus    | 12-Meter Pass von Clifford Madison (PAT Schröder)          | 12-Meter Pass von Clifford Madison (PAT Schröder)          | 12-Meter Pass von Clifford Madison (PAT Schröder)          | 12-Meter Pass von Clifford Madison (PAT Schröder)          |
| 35                  | 27                  | Leroy Innis      | 27-Meter Pass von Hazan Choates (PAT Pearson)              | 27-Meter Pass von Hazan Choates (PAT Pearson)              | 27-Meter Pass von Hazan Choates (PAT Pearson)              | 27-Meter Pass von Hazan Choates (PAT Pearson)              |
| 35                  | 33                  | Roman Motzkus    | 10-Meter Pass von Clifford Madison (Conv. misslingt)       | 10-Meter Pass von Clifford Madison (Conv. misslingt)       | 10-Meter Pass von Clifford Madison (Conv. misslingt)       | 10-Meter Pass von Clifford Madison (Conv. misslingt)       |

| Halbfinale    | Halbfinale    | Halbfinale             | Halbfinale                                           | Halbfinale                                           | Halbfinale                                           | Halbfinale                                           |
| ------------- | ------------- | ---------------------- | ---------------------------------------------------- | ---------------------------------------------------- | ---------------------------------------------------- | ---------------------------------------------------- |
| Team          | Team          | Punkte                 | Q1                                                   | Q2                                                   | Q3                                                   | Q4                                                   |
| Legnano Frogs | Legnano Frogs | 45                     | 12                                                   | 20                                                   | 7                                                    | 6                                                    |
| Munkka Colts  | Munkka Colts  | 21                     | 15                                                   | 0                                                    | 6                                                    | 0                                                    |
| Frogs         | Colts         | Spieler                | Spielzug                                             | Spielzug                                             | Spielzug                                             | Spielzug                                             |
| 6             | 0             | Scott Whitehouse       | 2-Meter Lauf (PAT nicht gut)                         | 2-Meter Lauf (PAT nicht gut)                         | 2-Meter Lauf (PAT nicht gut)                         | 2-Meter Lauf (PAT nicht gut)                         |
| 6             | 7             | Mike Eddo              | 6-Meter Pass von Veli-Matti Kallislanti (PAT Karstu) | 6-Meter Pass von Veli-Matti Kallislanti (PAT Karstu) | 6-Meter Pass von Veli-Matti Kallislanti (PAT Karstu) | 6-Meter Pass von Veli-Matti Kallislanti (PAT Karstu) |
| 12            | 7             | Scott Whitehouse       | 4-Meter Lauf (PAT nicht gut)                         | 4-Meter Lauf (PAT nicht gut)                         | 4-Meter Lauf (PAT nicht gut)                         | 4-Meter Lauf (PAT nicht gut)                         |
| 12            | 15            | Timo Every             | 2-Meter Lauf (Conv. Veli-Matti Kallislanti)          | 2-Meter Lauf (Conv. Veli-Matti Kallislanti)          | 2-Meter Lauf (Conv. Veli-Matti Kallislanti)          | 2-Meter Lauf (Conv. Veli-Matti Kallislanti)          |
| 20            | 15            | Scott Whitehouse       | 32-Meter Lauf (Conv. Maurizio Barbotti)              | 32-Meter Lauf (Conv. Maurizio Barbotti)              | 32-Meter Lauf (Conv. Maurizio Barbotti)              | 32-Meter Lauf (Conv. Maurizio Barbotti)              |
| 26            | 15            | Scott Whitehouse       | 59-Meter Pass von Matt Stevens                       | 59-Meter Pass von Matt Stevens                       | 59-Meter Pass von Matt Stevens                       | 59-Meter Pass von Matt Stevens                       |
| 32            | 15            | Scott Whitehouse       | 1-Meter Lauf                                         | 1-Meter Lauf                                         | 1-Meter Lauf                                         | 1-Meter Lauf                                         |
| 32            | 21            | Veli-Matti Kallislanti | 1-Meter Lauf                                         | 1-Meter Lauf                                         | 1-Meter Lauf                                         | 1-Meter Lauf                                         |
| 39            | 21            | Davide Da Pozzo        | 12-Meter Pass von Matt Stevens (PAT Rovellini)       | 12-Meter Pass von Matt Stevens (PAT Rovellini)       | 12-Meter Pass von Matt Stevens (PAT Rovellini)       | 12-Meter Pass von Matt Stevens (PAT Rovellini)       |
| 45            | 21            | Ulrich Lucarelli       | 15-Meter Lauf                                        | 15-Meter Lauf                                        | 15-Meter Lauf                                        | 15-Meter Lauf                                        |

### Finale
| Finale              | Finale              | Finale           | Finale                                                 | Finale                                                 | Finale                                                 | Finale                                                 |
| ------------------- | ------------------- | ---------------- | ------------------------------------------------------ | ------------------------------------------------------ | ------------------------------------------------------ | ------------------------------------------------------ |
| Team                | Team                | Punkte           | Q1                                                     | Q2                                                     | Q3                                                     | Q4                                                     |
| Manchester Spartans | Manchester Spartans | 34               | 7                                                      | 7                                                      | 14                                                     | 6                                                      |
| Legnano Frogs       | Legnano Frogs       | 22               | 7                                                      | 7                                                      | 0                                                      | 8                                                      |
| Spartans            | Frogs               | Spieler          | Spielzug                                               | Spielzug                                               | Spielzug                                               | Spielzug                                               |
| 0                   | 7                   | Scott Whitehouse | 18-Meter Pass von Matt Stevens (PAT Stefano Rovellini) | 18-Meter Pass von Matt Stevens (PAT Stefano Rovellini) | 18-Meter Pass von Matt Stevens (PAT Stefano Rovellini) | 18-Meter Pass von Matt Stevens (PAT Stefano Rovellini) |
| 7                   | 7                   | Leroy Innes      | 47-Meter Pass von Hazen Choates (PAT Pearson)          | 47-Meter Pass von Hazen Choates (PAT Pearson)          | 47-Meter Pass von Hazen Choates (PAT Pearson)          | 47-Meter Pass von Hazen Choates (PAT Pearson)          |
| 7                   | 14                  | Davide Da Pozzo  | 35-Meter Pass von Matt Stevens (PAT Rovellini)         | 35-Meter Pass von Matt Stevens (PAT Rovellini)         | 35-Meter Pass von Matt Stevens (PAT Rovellini)         | 35-Meter Pass von Matt Stevens (PAT Rovellini)         |
| 14                  | 14                  | Clifton Mitchell | 6-Meter Lauf (PAT Pearson)                             | 6-Meter Lauf (PAT Pearson)                             | 6-Meter Lauf (PAT Pearson)                             | 6-Meter Lauf (PAT Pearson)                             |
| 21                  | 14                  | Hazen Choates    | 5-Meter Lauf (PAT Pearson)                             | 5-Meter Lauf (PAT Pearson)                             | 5-Meter Lauf (PAT Pearson)                             | 5-Meter Lauf (PAT Pearson)                             |
| 28                  | 14                  | Paul Bailey      | 7-Meter Lauf (PAT Pearson)                             | 7-Meter Lauf (PAT Pearson)                             | 7-Meter Lauf (PAT Pearson)                             | 7-Meter Lauf (PAT Pearson)                             |
| 34                  | 14                  | Paul Bailey      | 2-Meter Lauf                                           | 2-Meter Lauf                                           | 2-Meter Lauf                                           | 2-Meter Lauf                                           |
| 34                  | 22                  | Scott Whitehouse | 8-Meter Lauf (Conv. Principi Giovanni)                 | 8-Meter Lauf (Conv. Principi Giovanni)                 | 8-Meter Lauf (Conv. Principi Giovanni)                 | 8-Meter Lauf (Conv. Principi Giovanni)                 |